# Nocturne, Op. 9 (Chopin)

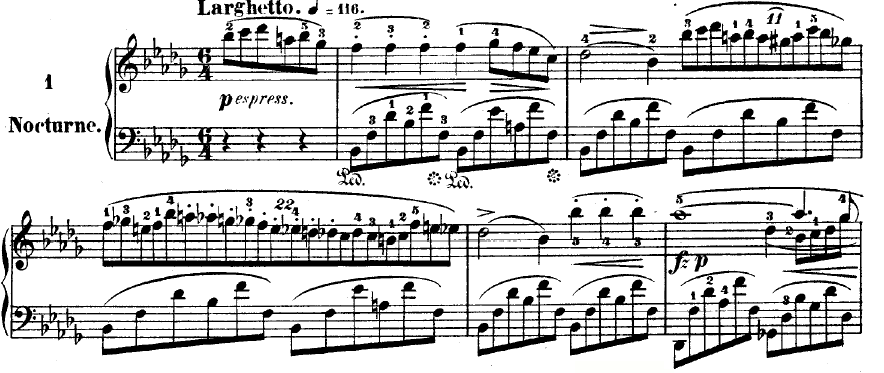
Barele de deschidere și tema principală a nocturnei Nr.1.

Nocturne, op. 9 este un set de trei nocturne scrise de Frédéric Chopin între 1830 și 1832, publicate în acel an și dedicate doamnei Marie Pleyel . A doua nocturnă este considerată cea mai faimoasă piesă a lui Chopin. 

## Nocturna în B minor, Op. 9 Nr. 1

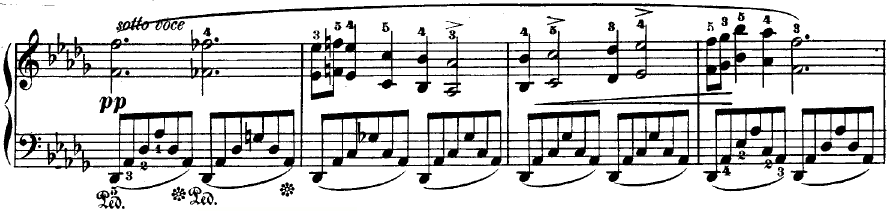
A doua temă a nocturnei Nr. 1

Această nocturnă are o libertate ritmică care a ajuns să caracterizeze lucrarea ulterioară a lui Chopin. Mâna stângă are o secvență neîntreruptă de note opt în arpeggii simple în întreaga piesă, în timp ce mâna dreaptă se mișcă liber în șapte, unsprezece, douăzeci și douăzeci de note.
Secțiunea de deschidere se deplasează într-o secțiune mijlocie contrastantă, care revine la materialul de deschidere într-un pasaj de tranziție, unde melodia plutește peste șaisprezece bare consecutive de acorduri majore D-plane. Repetarea primei secțiuni crește din această, urmată de un al treilea final al Picardiei .

## Nocturna în E-flat major, Op. 9 Nr. 2
| Chopin a compus cea mai cunoscută nocturnă a lui când avea vreo douăzeci de ani. Această binecunoscută nocturnă este în formă binară rotunjită (A, A, B, A, B, A) cu coda , C. Secțiunile A și B devin tot mai ornamentate cu fiecare recurență. Penultima bară utilizează o libertate ritmică considerabilă, indicată de instrucțiune, senza tempo (fără tempo). Nocturne în E-flat major se deschide cu o melodie legato, care conține salturi grațioase ascendente, care devin din ce în ce mai largi pe măsură ce linia se desfășoară. Această melodie se aude din nou de trei ori în timpul piesei. Cu fiecare repetare, este variat de tonuri decorative și trillete tot mai elaborate. Nocturna include de asemenea o melodie subordonată, care se joacă cu rubato. O fundație sonoră pentru linia melodică este furnizată de notele larg răspândite în acompaniament, conectate de pedala amortizorului. Acomodarea vals-ului subliniază cu blândețe cele 12/8 metri, 12 bătăi ale măsurii împărțite în patru grupe de câte 3 bate fiecare. |

### Analiză
▪John Rink "Momentul structural și închiderea lui Chopin Nocturne Op 9 No 2" în studiile Schenker 2 (ed. Carl Schachter, Hedi Siegel) pp102-127 Cambridge University Press, 2006 ISBN  0-521-02832-9 , ISBN 978-0- 521-02832-5 . 
▪Jean-Jacques Eigeldinger "Nocturne op. 9/2, E plat major" a lui Chopin: pianist și profesor văzut de elevii săi (ed. Jean-Jacques Eigeldinger, Roy Howat) pp77-79 Cambridge University Press, 1989 ISBN 0-521 -36709-3 , ISBN 978-0-521-36709-7 .  
▪Eleanor Bailie "Nocturne No. 2 in E flat major" în Chopin: un ghid practic gradat (Eleanor Bailie, ediția 3 a repertoriului pianistului) pp303-306 Kahn & Averill, 1998 ISBN 1-871082-67-6 , ISBN 978- 1-871082-67-8 .  
▪Hillsong cult Crăciun cult cântec "Pace pe pământ" utilizează tonul de această bucată a lui Chopin.

### În teatru
Dansul final al baletului În noapte de Jerome Robbins (1970) a fost coregrafia acestei piese.

## Nocturna în B major, Op. 9, Nr. 3

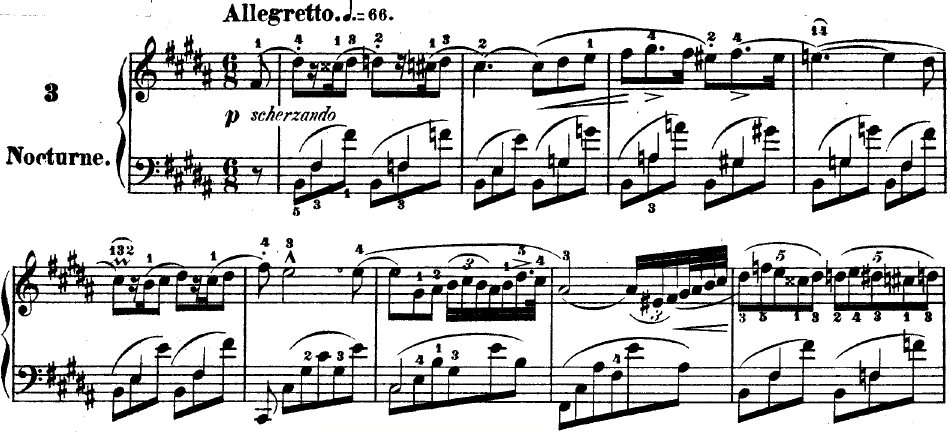
Barele de deschidere a nocturnei No. 3 in B major.

Este în formă ternară ABA. Prima secțiune este marcată cu allegretto . Tema principală este cromatică, dar plină de energie nostalgică. Cea de-a doua secțiune contrastantă, Agitato în B minor, este una extrem de dramatică, cu o melodie combinată și o contra-melodie în mâna dreaptă și arpeggios continuă de 8 note în stânga, ceea ce necesită o cantitate de virtuozitate. Piesa este plină de ornamente colorate și se termină cu o coardă largă în mâna stângă, însoțită de triplete drepte, într-o octavă mare, care duce la legatissimo smorzando adagio ( senza tempo ).